# Вінс Георгій Петрович
Георгій Петрович Вінс (4 серпня 1928, Благовєщенськ, СРСР — 11 січня 1998, Елкхарт, США) — християнський служитель, духовний письменник, поет, в'язень сумління, один з організаторів «Ініціативної групи», генеральний секретар Ради церков євангельських християн-баптистів, офіційний представник РЦ ЄХБ за кордоном.

## Життя в СРСР
Георгій Вінс народився 4 серпня 1928 року в Благовєщенську. Його батько, Петро Якович, та дід, Яків Якович, були баптистськими проповідниками, походженням з голландських колоністів Поволжя. У 1910 та 1911 роках Яків Якович як «сектантський» проповідник був двічі засуджений до тюрми, йому заборонили жити у європейській частині Росії, і він з сім'єю виїхав у США, звідки знов повернувся після революції. За активну церковну діяльність Яків Якович у 1928 був висланий з СРСР, і повернувся до Канади. Петро Якович, батько Георгія, відмовився від виїзду, змінив канадське громадянство на радянське, і був розстріляний у 1937 році. У шістнадцятирічному віці Георгій присвячує своє життя християнству і приймає хрещення в Омській церкві євангельських християн-баптистів. У 1946 році Георгій з матір'ю переїжджає до родичів у Київ. Там вони приєдналися до Подільської церкви ЄХБ, де стали співати в хорі, а в кінці року Георгій, який досягнув повноліття був запрошений пресвітером Н. М. Коржовим до участі у проповіді.
У 1954 році Георгій Петрович закінчив Київський політехнічний інститут і отримав диплом інженера-електрика. У студентські роки (січень 1952) він одружився з Надією Іванівною Лазарук, яка також прийняла водне хрещення в 15-річному віці.
У 1960 році Георгій Вінс бере активну участь у створенні Ініціативної групи по скликанню надзвичайного Всесоюзного З'їзду церков ЄХБ, яка виступила проти низки документів, що були прийняті керівництвом ВРЄХБ під тиском державних органів («Нове положення ВРЄХБ» і «Інструктивний лист старшим пресвітерам») і суперечили віросповідальним принципам євангельських християн-баптистів.
16 травня 1966 до Москви з 120 міст СРСР приїхала для зустрічі з урядом делегація євангельських християн-баптистів в кількості 500 чоловік. Делегація просила про зустріч з керівниками держави та про призначення урядової комісії з питань переслідувань за віру в Радянському Союзі, але 17 травня всі християни були арештовані в центрі Москви, біля будинку ЦК КПРС. 19 травня 1966 Рада церков ЄХБ направив Г. П. Вінса і М. І. Хорьова в приймальню ЦК КПРС. Замість відповіді їх теж заарештували і помістили в Лефортівську в'язницю; 30 листопада Георгія Петровича засуджують до трьох років таборів. У 1970 році була заарештована також його мати й засуджена до трьох років ВТТ загального режиму.
У березні 1974 року Георгій Вінс знову заарештований. На його захист, як і в захист інших в'язнів совісті, виступає Ініціативна група із захисту прав людини в СРСР і академік А. Д. Сахаров, справа отримує міжнародний розголос. Незважаючи на це Вінса засуджують до десяти років ВТТ з відбуванням у Якутії.

## Вигнання і життя за кордоном
У 1979 році Указом Верховної Ради СРСР Георгій Вінса позбавили громадянства і виселили за кордон. Висилка сталася в результаті обміну між СРСР і США. В обмін на двох радянських розвідників, які працювали в ООН без прикриття державного представництва, — Рудольфа Черняєва та Валдіка Енгера, яких було засуджено у США за шпигунство на 50 років кожен, — радянський уряд звільняв з-під варти та висилав з країни групу з п'яти політв'язнів: Георгія Вінса, Олександра Гінзбурга, Едуарда Кузнєцова, Марка Димшиця і Валентина Мороза.
Вінса тепло прийняли в США, де президентом в той час був баптист за віросповіданням Джиммі Картер. У 1980-ті роки Вінс засновує представництво РЦ ЄХБ за кордоном. У 1989 році відбулася реабілітація Петра Вінса, батька Георгія Петровича, а в 1990 році був реабілітований сам Георгій Вінс і Указом Президента СРСР Горбачова йому повернули радянське громадянство.

## Літературна творчість
Найбільшою популярністю користуються дві книги Григорія Вінса — «Стежкою вірності» і «Євангеліє в кайданах».
Книга «Стежкою вірності» описує життя батька Георгія Петровича — Петра Яковича Вінса, який приїхав на місіонерське служіння в 1926 році в СРСР з Канади, до своєї родини. У перервах між перебуванням у місцях позбавлення волі Петро Якович продовжував служити. У 1937 році Петро Вінс був розстріляний. Дружина Петра Яковича — Лідія Михайлівна — перенесла серйозні втрати, але не втратила віри і виховала сина Георгія віруючою людиною. Книга містить також документи з кримінальної справи П. Я. Вінса і спогади Л. М. Вінс; вона витримала три видання.
Книга «Євангеліє в кайданах» являє собою розгорнуту автобіографію Георгія Петровича Вінса, де він розповідає про своє життя, про служіння баптистського пресвітера в умовах атеїстичного суспільства і про перебування у в'язницях і таборах.
Г. П. Вінс був також християнським поетом (збірки «З поетичної зошити», «Жити не по брехні», «Нам потрібен Бог»). Духовні пісні на його вірші («Нам життя дано не для порожніх мрій», «Молодим капітанам віри», «Християнства радісні зорі», «Моя душа» та ін.) Сьогодні входять до репертуару багатьох баптистських та інших російськомовних євангельських церков. За словами менонітського історика Вальтера Заватскі, "Вінс … писав вірші, якими згодом судилося зачепити серця тисяч людей у всьому світі.